# It's a Long Way to Tipperary
„It's a Long Way to Tipperary” este un cântec britanic de music hall scris de Jack Judge, în colaborare cu Henry James „Harry” Williams. El ar fi fost scris în urma unui pariu pe 5 șilingi la Stalybridge pe 30 ianuarie 1912 și interpretat în noaptea următoare într-o sală locală de music hall. Cunoscut acum ca „It's a Long Way to Tipperary”, el se numea inițial „It's a Long, Long Way to Tipperary”. A devenit popular în rândul soldaților britanici din Primul Război Mondial și este amintit ca un cântec de război.
Semnele de bun-venit din comitatul Tipperary, Irlanda, conțin textul umoristic „You've come a long long way...”, cu referire la versurile acestui cântec.

## Popularitatea inițială

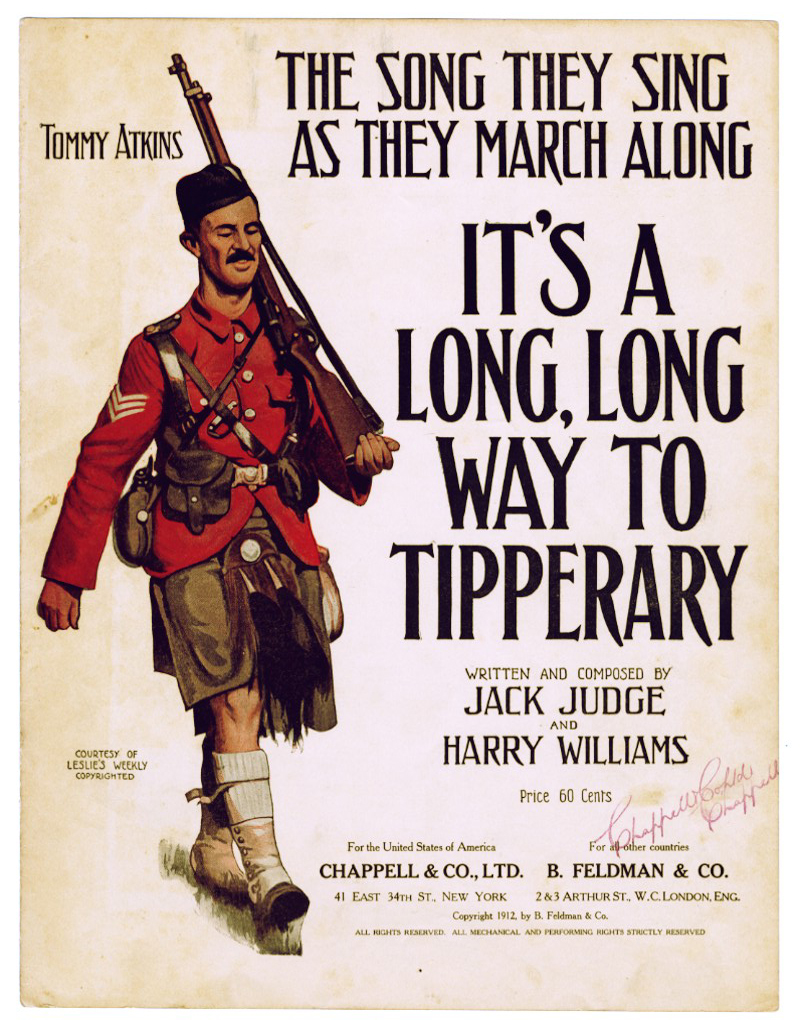
It's a Long Way to Tipperary... (coperta unei partituri vechi).

În timpul Primului Război Mondial, corespondentul George Curnock de la Daily Mail i-a observat pe militarii regimentului irlandez Connaught Rangers cântând acest cântec în timp ce mărșăluiau prin Boulogne la 13 august 1914 și a raportat ziarului pe 18 august 1914. Cântecul a fost rapid preluat de către alte unități ale Armatei Britanice. În noiembrie 1914, el a fost înregistrat de către bine-cunoscutul tenor John McCormack, ceea ce a contribuit la popularitatea sa mondială.

## Conținut
Unul dintre cele mai populare hit-uri ale vremii, cântecul este atipic prin faptul că nu este un cântec războinic care să incite soldații la fapte glorioase. Cântecele populare din războaiele anterioare (cum ar fi Războiul burilor) făceau frecvent acest lucru. În Primul Război Mondial, cu toate acestea, cele mai populare cântece, precum acesta și „Keep the Home Fires Burning”, se concentrau pe dorul de acasă.
Acest cântec nu trebuie confundat cu un cântec popular din 1907 intitulat simplu „Tipperary”. Ambele au fost cântate în momente diferite de celebrul cântăreț Billy Murray. Murray a cântat, împreună cu American Quartet, „It's A Long Way To Tipperary” ca pe un simplu marș cu alămuri, tobe și talgere, cu o bucată rapidă din „Rule, Britannia!” introdusă în interludiul instrumental de după refrenul dintre prima și a doua strofă.

## Autorii cântecului

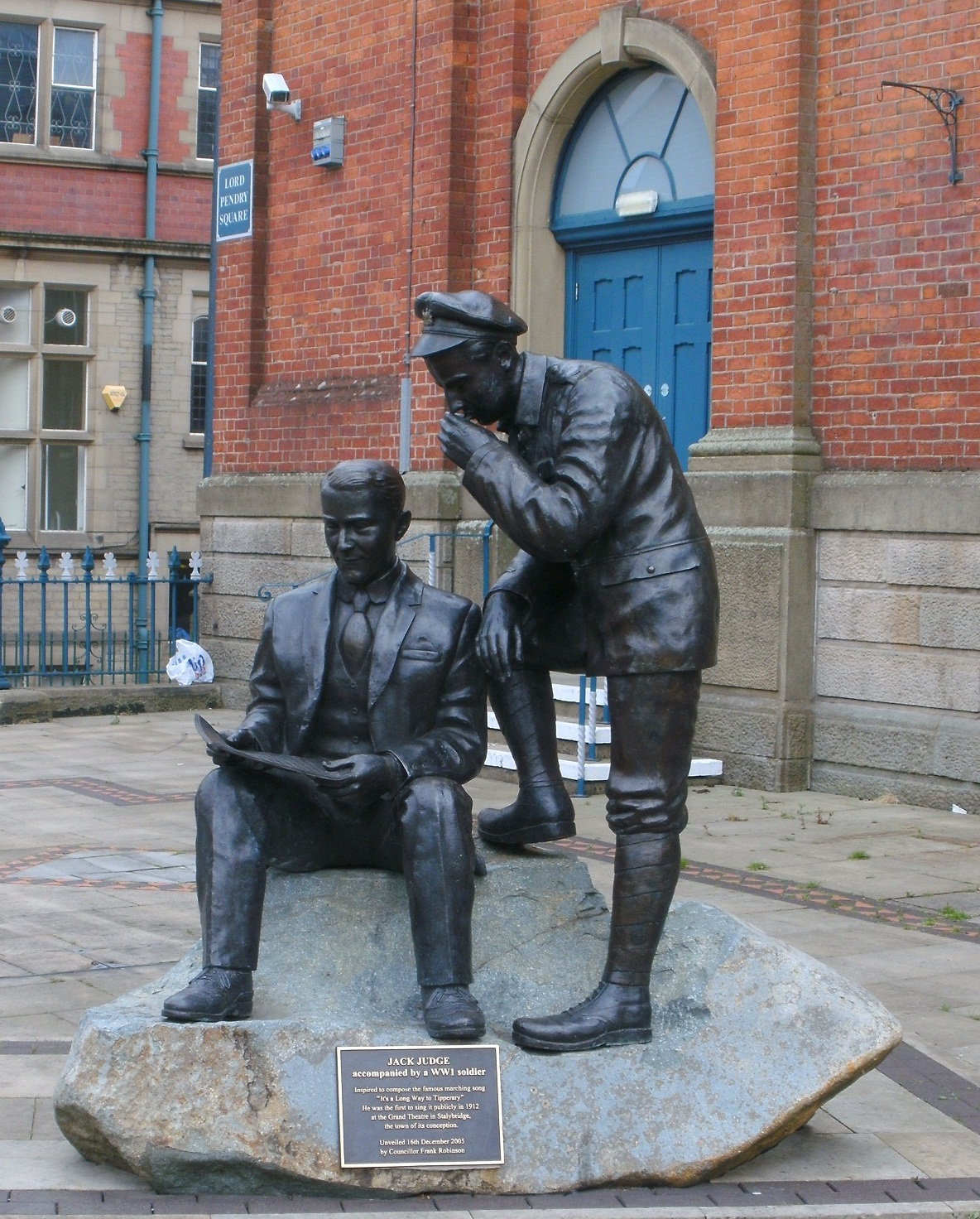
Statuie de bronz în memoria lui Jack Judge, autorul versurilor acestui cântec, la Stalybridge. Un soldat din Primul Război Mondial îi șoptește la ureche.

Părinții lui Judge erau irlandezi, iar bunicii lui erau originari din Tipperary. Jack Judge și Harry Williams s-au cunoscut în Oldbury, Worcestershire la stabilimentul Malt Shovel, unde juca Ben, fratele lui Harry. Judge și Williams au început un parteneriat pe termen lung concretizat în 32 de cântece de music hall publicate de Feldmans. Harry avea un handicap sever după ce căzuse în copilărie pe scările din pivniță. Părinții lui erau cârciumari și se crede că multe dintre cântecele lor au fost compuse, împreună cu Judge, în casa lor, „The Plough Inn” (acum „The Tipperary Inn”), din Balsall Common.

## Controversa referitoare la autor
După moartea lui Harry Williams în 1924 Jack Judge a susținut că el ar fi singurul autor al cântecului, pe care l-ar fi scris în urma unui pariu pe 5 șilingi la Stalybridge pe 30 ianuarie 1912 și l-ar fi interpretat în noaptea următoare în sala de teatru a localității. Cu toate acestea, melodia și cele mai multe dintre versurile cântecului existau deja într-un manuscris intitulat „It's A Long Way to Connemara”. Acest manuscris a fost scris de Williams și Judge. Cei doi parteneri și-au împărțit veniturile provenite din drepturi de autor pentru „It's a Long, Long, Way to Tipperary” până când Jack Judge și-a vândut drepturile de autor lui Harry Williams în 1915.
În 1917, Miss Alice Smyth Burton Jay i-a dat în judecată pe editorii cântecului Chappell & Co. pentru 100.000 de dolari, susținând că a ea a compus melodia în 1908 pentru un cântec interpretat la Expoziția Alaska–Yukon–Pacific ce promova merele din Washington. Refrenul începea cu versul „I'm on my way to Yakima.” Tribunalul l-a desemnat pe Victor Herbert ca expert și a respins pretenția petentei în 1920, din moment ce autorii lui „Tipperary” nu au fost niciodată la Seattle, iar Victor Herbert a susținut că cele două melodii nu sunt suficient de asemănătoare pentru a sugera existența plagiatului.

## Încasarea drepturilor de autor
Familia Williams a reușit să obțină în 2012 recreditarea oficială a lui Harry Williams ca autor al cântecului și reînnoirea licenței. Ea a pus arhiva familiei la dispoziția Imperial War Museums. Fundația familiei continuă să primească încă venituri de pe urma drepturilor de autor asupra cântecului.

## Versuri
Up to mighty London
Came an Irishman one day.
As the streets are paved with gold
Sure, everyone was gay,
Singing songs of Piccadilly,
Strand and Leicester Square,
Till Paddy got excited,
Then he shouted to them there:
Refren
It's a long way to Tipperary,
It's a long way to go.
It's a long way to little Mary
To the sweetest girl I know!
Goodbye, Piccadilly,
Farewell, Leicester Square!
It's a long long way to Tipperary,
But my heart's right there.
Paddy wrote a letter
To his Irish Molly-O,
Saying, "Should you not receive it,
Write and let me know!"
"If I make mistakes in spelling,
Molly, dear," said he,
"Remember, it's the pen that's bad,
Don't lay the blame on me!
Refren
Molly wrote a neat reply
To Irish Paddy-O,
Saying "Mike Maloney
Wants to marry me, and so
Leave the Strand and Piccadilly
Or you'll be to blame,
For love has fairly drove me silly:
Hoping you're the same!"
Refren
Cântecul se încheie cu un final alternativ, considerat licențios după standardele contemporane:
That's the wrong way to tickle Mary,
That's the wrong way to kiss.
Don't you know that over here, lad
They like it best like this.
Hooray pour Les Français
Farewell Angleterre.
We didn't know how to tickle Mary,
But we learnt how over there.